# 偪国
偪国是周朝诸侯国，具体位置不详，与南燕国、密须国、阚国等同属姞姓，偪国最初见于《左传·文公六年》：“杜祁以君故，让偪姞而上之”。偪姞便是晋襄公生母。